# Listă de actori jamaicani
Aceasta este o listă de actori jamaicani.
Cuprins: Început - 0–9 A B C D E F G H I J K L M N O P Q R S T U V W X Y Z

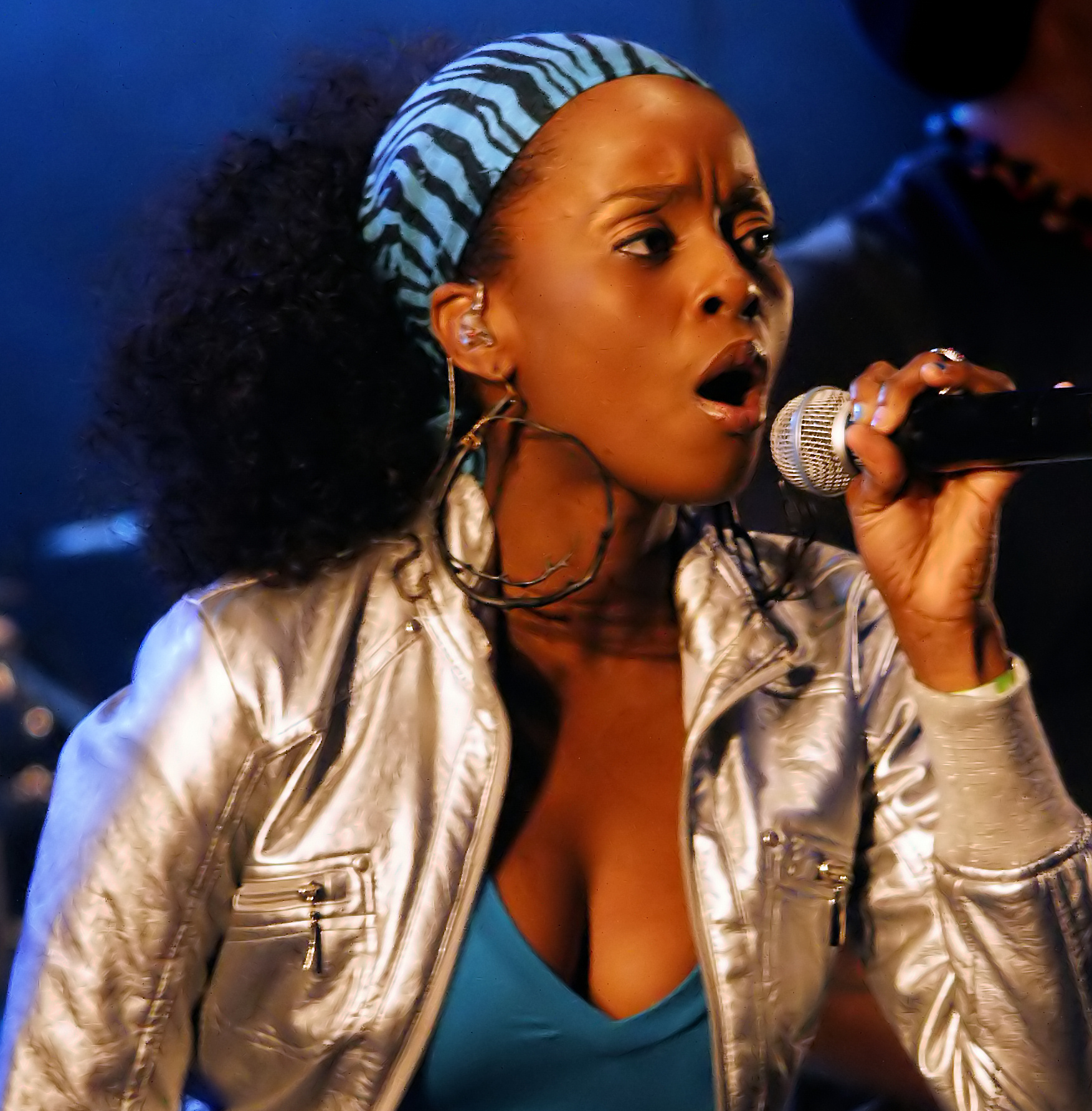
Cherine Anderson

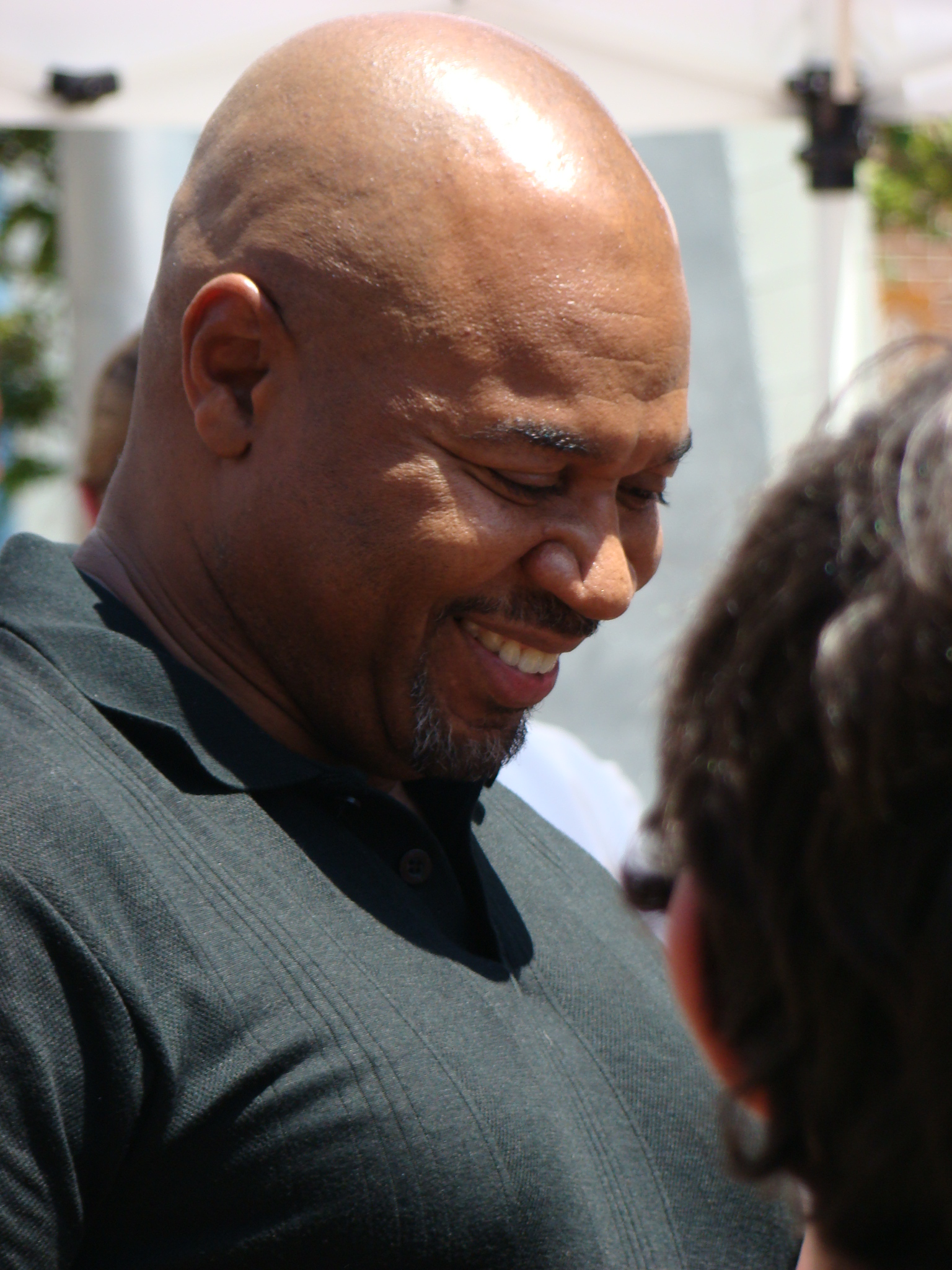
David Reivers

- Cherine Anderson (n. 1984, East Kingston, Jamaica)
- Roxanne Beckford (n. 1969, Kingston, Jamaica)
- Paul Campbell
- Sabrina Colie (n 1980, Mandeville, Jamaica)
- Doña Croll (n. 1959, Jamaica)
- Roger Cross
- Charles Hyatt (n. 1931, Kingston, Jamaica; d. 2007)
- Clifton Jones (n. 1943, Jamaica)
- Venice Kong (n. 1961, St. Mary, Jamaica)
- Ky-Mani Marley (n. 1976, Falmouth, Jamaica)
- Louis Marriott (n. 1935, St. Andrew, Jamaica)
- Yanna McIntosh
- Count Prince Miller (n. 1935, Saint Mary Parish, Jamaica)
- Evan Parke (n. 1968, Kingston, Jamaica)
- Keith 'Shebada' Ramsey (n. Kingston, Jamaica)
- Audrey Reid (n. 1970, East Kingston, Jamaica)
- David Reivers (n. 1958, Kingston, Jamaica)
- Oliver Samuels (n. 1948, St. Mary, Jamaica)
- Dennis Scott (n. 1939, Kingston, Jamaica; d. 1991)
- Madge Sinclair (n. 1938, Kingston, Jamaica; d. 1995)
- Peter Williams

## Vezi și
- Listă de regizori jamaicani

Format:Cinematografia jamaicană